# Godziesze Wielkie
Godziesze Wielkie – wieś w Polsce położona w województwie wielkopolskim, w powiecie kaliskim, w gminie Godziesze Wielkie.
Wieś duchowna Godzieszewy Wielkie, własność arcybiskupstwa gnieźnieńskiego, pod koniec XVI wieku leżała w powiecie kaliskim województwa kaliskiego.
W latach 1954–1972 wieś należała i była siedzibą władz gromady Godziesze Wielkie. W latach 1975–1998 Godziesze Wielkie administracyjnie należały do województwa kaliskiego. Miejscowość jest siedzibą gminy Godziesze Wielkie. 
Od 1909 istnieje nieprzerwanie w Godzieszach Wielkich Ochotnicza Straż Pożarna, a od 1919 – działająca przy niej orkiestra dęta.
W 2014 oddano do użytku 70-kilometrowy trakt „kalisko–wieluński”, na szlaku którego leżą m.in. Godziesze Wielkie. 
W 2002 roku w pobliżu miejscowości posadzono pamiątkowy las 5 tysięcy drzew, upamiętniający ofiary zamachów terrorystycznych w World Trade Center w USA w 2001 roku.
W Godzieszach Wielkich urodziła się Karolina Pawliczak, była wiceprezydent Kalisza oraz posłanka na Sejm IX i X kadencji.